# NGC 6665
NGC 6665 est une galaxie spirale située dans la constellation de la Lyre. Sa vitesse par rapport au fond diffus cosmologique est de 4 632 ± 18 km/s, ce qui correspond à une distance de Hubble de 68,3 ± 4,8 Mpc (∼223 millions d'al). NGC 6665 a été découverte par l'astronome français Édouard Stephan en 1871.
La classification HSB (High Surface Brightness) par la base de données NASA/IPAC est étonnante, car la brillance de surface de cette galaxie approche plutôt celle des galaxie à faible brillance de surface.